# Антигестагени
Антигестагени — клас лікарських засобів, що пригнічують дію прогестерону на рівні рецепторів.

## Класифікація
Клінічно антигестагени діляться на дві групи:
1. Селективні модулятори прогестеронових рецепторів (асопрісніл, асопрісніла екамат, лонапрісан, онапрістон, лілопрістон).
2. Чисті антагоністи прогестеронових рецепторів (міфепристон).

Також виділяються два типи антигестагенів за механізмом дії. Антигестагени I типу блокують зв'язування прогестеронового рецептора ДНК, що відповідає за синтез прогестерону. II тип антигестагенів діє через утруднення транскрипції після зв'язування комплексу міфепристон — рецептор ДНК.

## Застосування
Анигестагени, переважно міфепристон, використовуються для медикаментозних абортів (в поєднанні з простагландинами), екстреною контрацепцією, регуляцією менструального циклу, а також лікування лейоміоми матки, ендометріозу, злоякісних новоутворень ендометрію і яєчників.